# Эвкалипт коробочконосный
Эвкалипт коробочконосный, или Эвкалипт урноносный (лат. Eucalyptus urnigera) — вечнозеленое дерево, вид рода Эвкалипт (Eucalyptus) семейства Миртовые (Myrtaceae).

## Распространение и экология
В природе представители вида произрастают на горе Веллингтон и, довольно обильно, на центральном плато острова Тасмания.
Предпочитает хорошо дренированные места в субальпийском поясе.
Один из наиболее морозоустойчивых видов. Выдерживает без повреждений кратковременное понижение температуры в −11… −10 °C и продолжительное в −10… −9 °C, но при продолжительном понижении температуры до —13… —12 °C отмерзает до корня.

## Ботаническое описание
Дерево достигающее на родине 9—12 м выс, на Черноморском побережье Кавказа — 30 м.
Кора гладкая, опадающая, белая с зелёными и красными пятнами.
Молодые листья супротивные, в большом числе пар, сидячие или стеблеобъемлющие, сердцевидные, круглые, эллиптические или яйцевидные, длиной 6 см, шириной 7 см, ярко-сизые, городчатые. Взрослые — очерёдные, черешковые, узколанцетные, или широколанцетные, длиной 8—18 см, шириной 1,5—2,5 см, тёмно-зелёные, блестящие.
Зонтики пазушные, трёхцветковые; ножка зонтика сжатая или почти цилиндрическая, длиной 1,3—2 см; бутоны на цветоножках, урновидные, сизые, длиной 12—14 мм, диаметром 7 мм; крышечка широко коническая, с шишечкой в центре или почти остроконечная, в три раза короче трубки цветоложа и немного шире её. Пыльники продолговатые или округлые, открываются широкими параллельными щелями; железка на спинной стороне пыльника, выделяющаяся, большая.
Плоды на ножках, урновидные, длиной 15—17 мм, диаметром 7—10 мм; диск маленький, срезанный или выпуклый; створки глубоко вдавленные.
На родине цветёт в феврале — апреле; на Черноморском побережье Кавказа — в октябре — феврале.

## Значение и применение
Древесина светлая, используется в мебельном производстве.
Листья содержат эфирное (эвкалиптовое) масло (1,13 %), состоящее из цинеола, пинена, эфиров и сесквитерпенов.

## Таксономия
Вид Эвкалипт коробочконосный входит в род Эвкалипт (Eucalyptus) подсемейства Миртовые (Myrtoideae) семейства Миртовые (Myrtaceae) порядка Миртоцветные (Myrtales).
|  |                                      |  |                                                             |                                                             |                    |  | ещё 13 семейств (согласно Системе APG II) | ещё 13 семейств (согласно Системе APG II)    |                                              |  |  |  | ещё 130 родов       | ещё 130 родов                |  |  |
|  |                                      |  |                                                             |                                                             |                    |  | ещё 13 семейств (согласно Системе APG II) | ещё 13 семейств (согласно Системе APG II)    |                                              |  |  |  | ещё 130 родов       | ещё 130 родов                |  |  |
|  |                                      |  |                                                             | порядок Миртоцветные                                        |                    |  |                                           |                                              | подсемейство Миртовые                        |  |  |  |                     | вид Эвкалипт коробочконосный |  |  |
|  |                                      |  |                                                             | порядок Миртоцветные                                        |                    |  |                                           |                                              | подсемейство Миртовые                        |  |  |  |                     | вид Эвкалипт коробочконосный |  |  |
|  | отдел Цветковые, или Покрытосеменные |  |                                                             |                                                             | семейство Миртовые |  |                                           |                                              | род Эвкалипт                                 |  |  |  |                     |                              |  |  |
|  | отдел Цветковые, или Покрытосеменные |  |                                                             |                                                             |                    |  |                                           |                                              |                                              |  |  |  |                     |                              |  |  |
|  |                                      |  | ещё 44 порядка цветковых растений (согласно Системе APG II) | ещё 44 порядка цветковых растений (согласно Системе APG II) |                    |  |                                           | ещё 1 подсемейство (согласно Системе APG II) | ещё 1 подсемейство (согласно Системе APG II) |  |  |  | ещё более 700 видов |                              |  |  |
|  |                                      |  |                                                             | ещё 44 порядка цветковых растений (согласно Системе APG II) |                    |  |                                           |                                              | ещё 1 подсемейство (согласно Системе APG II) |  |  |  |                     |                              |  |  |